# Mr. Fix It (2006)
Mr. Fix It é um filme de comédia dramática produzido nos Estados Unidos, dirigido por Darin Ferriola e lançado em 2006.